# Francisco Garduño
Francisco Javier Garduño y del Pozo es un maestro y solista clarinetista jubilado de la Orquesta Filarmónica de la Universidad Nacional Autónoma de México (OFUNAM), nacido en 1944 en el Distrito Federal, México.

## Carrera musical
Inició sus estudios de clarinete en 1959 bajo la dirección del maestro Anastasio Flores en el Conservatorio Nacional  de Música en la Ciudad de México, D.F., titulándose con mención honorífica en 1967. De mediados de 1965 a fines de 1966 perfeccionó su técnica en el Conservatorio Superior de Música y Danza de París (Conservatoire national supérieur de musique et de danse de Paris), estudiando con Ulysse Delécluse mientras también hacía conjuntos de cámara entre otras diversas actuaciones.

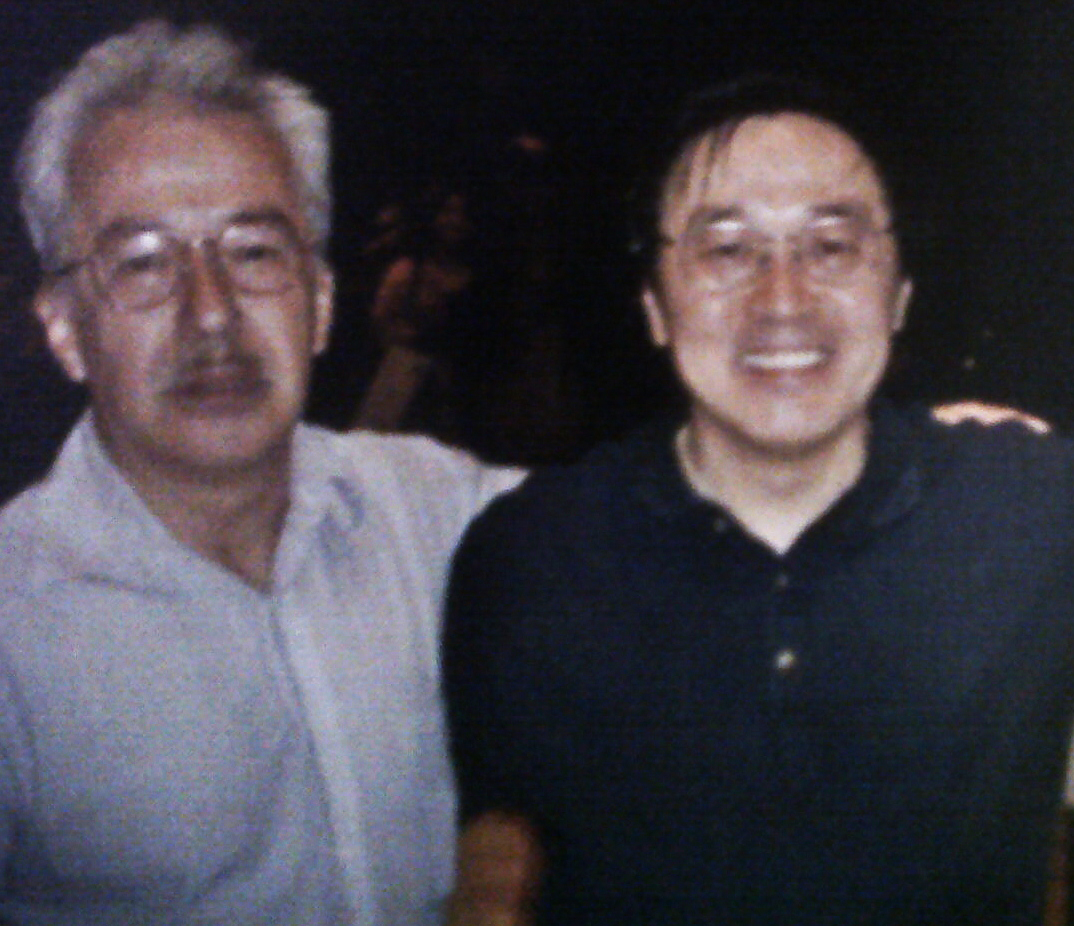
El maestro junto al director chino Zuohuang Chen.

En 1967, Eduardo Mata lo llamó a formar parte de la Orquesta Filarmónica de la UNAM (OFUNAM), donde desempeñó el papel de clarinete principal hasta el año 2004. 
En 1969 ganó el concurso para participar en la orquesta American Youth Performs en el Carnegie Hall en Nueva York. Su actividad musical lo llevó a tocar como solista bajo la batuta de directores como Eduardo Mata, Enrique Diemecke, Gerald Tacher, Eduardo Díaz Muñoz, Jorge Velazco, Armando Layas, Fernando Lozano, entre otros.

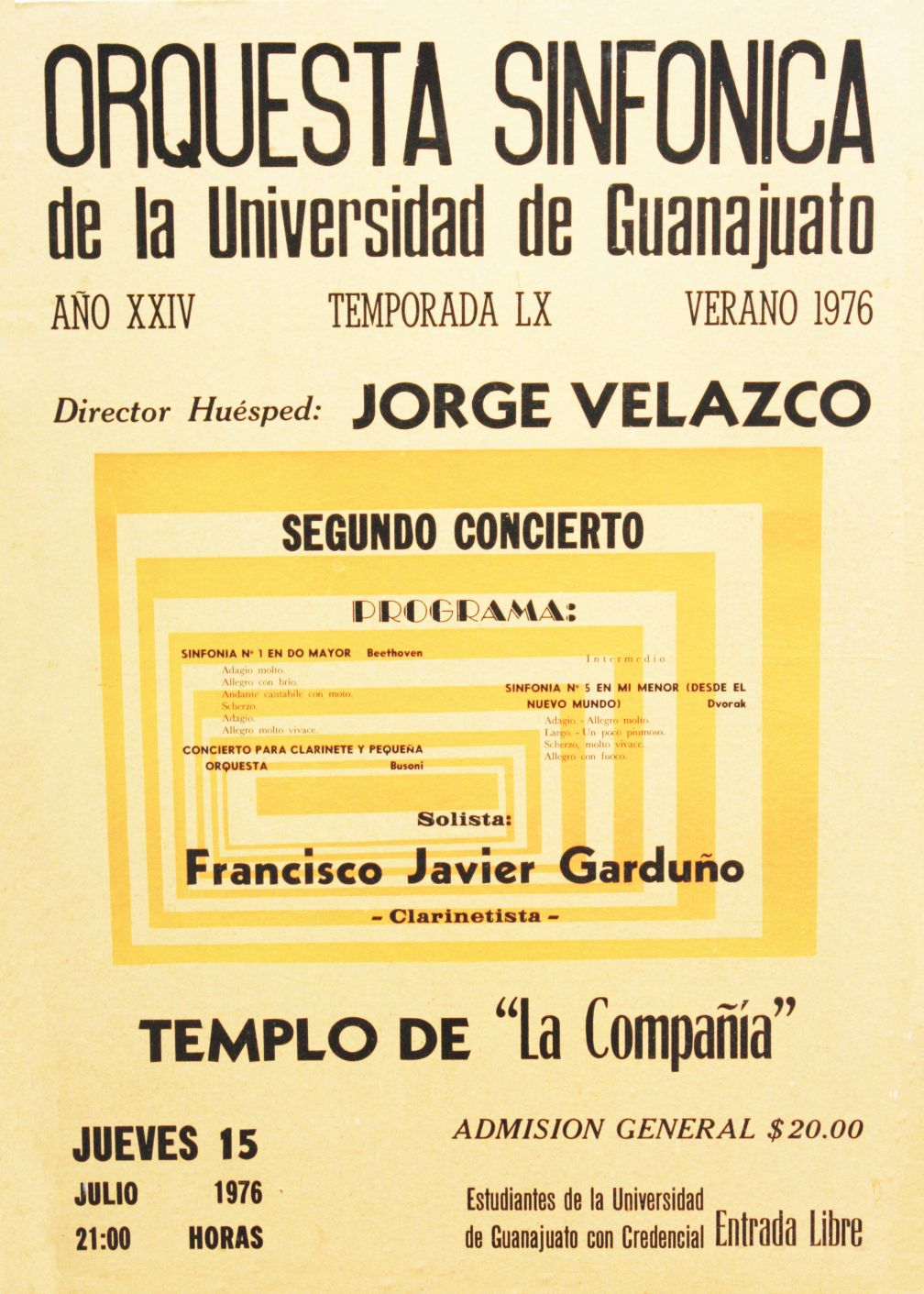
Publicidad del concierto en el que fungiría como solista, 1976

Para 1972 tuvo el honor de haber hecho conjuntos de cámara tocando el sexeto de Aaron Copland para el propio compositor, quien posteriormente llevó la batuta de la OFUNAM. En 1976, el entonces director de la Orquesta Jorge Velazco lo invita a Guanajuato y San Miguel de Allende, donde a nivel mundial estrenó el concierto para clarinete y pequeña orquesta de Busoni. El mismo año lo invitaron a formar parte de la orquesta para el Festival Pablo Casals, la cual fue dirigida por Zubin Mehta y Eduardo Mata.
Fue clarinete principal de la Orquesta Sinfónica de Minería de 1978 a 1988, la cual fue dirigida por los maestros Jorge Velazco y Luis Herrera de la Fuente. De 1980 a 1982 impartió clases en la escuela Ollin Yoliztli.

## Actualmente
Su participación en Conjuntos de Cámara y en recitales para clarinetes y piano han sido numerosos y le han valido elogios de la crítica especializada. En el ámbito pedagógico tuvo la cátedra de clarinete en el Conservatorio Nacional de Música en México y en la Escuela de Música de la UNAM, de 1967 al 2004.
Actualmente su actividad musical se concentra en las clases de clarinete y conjuntos de cámara, así como de apreciación musical.
- Datos: Q5865838